# Tejones
Tejones (llamada oficialmente Santa María de Texós) es una parroquia y un lugar español del municipio gallego de Baltar, en la provincia de Orense.

## Toponimia
La parroquia también es conocida por los nombres de Santa María de Tejones y Santa María de Tixós.

## Historia
La parroquia pertenece al término municipal orensano de Baltar, en la comunidad autónoma de Galicia. Su superficie es de 47,22 km².
Contaba hacia 1849 con 200 habitantes. En 2018 su población ascendía a 81 habitantes. Aparece descrita en el decimocuarto volumen del Diccionario geográfico-estadístico-histórico de España y sus posesiones de Ultramar de Pascual Madoz de la siguiente manera:

TEJONES (Sta. Maria): felig. en la prov. y dióc. de Orense (7 leg.), part. jud. de Ginzo de Limia (2), ayunt. de Baltar (1/8). sit. á la falda de las montañas de Ronsia y Laroco; aires mas frecuentes N. y O.; clima benigno; enfermedades mas comunes reumas y dolores de estómago. Tiene 70 casas y una fuente de buenas aguas; la igl. parr. (La Natividad de Ntra. Sra.) se halla servida por un cura de entrada y patronado laical. Confina N. Guntin; E. Garabelos; S. Baltar y O. Pejeiros. El terreno es de buena calidad. Los caminosconducen á los pueblos limítrofes, en mal estado. prod.: trigo, maiz, centeno, castañas, patatas, lino y frutas; hay ganado vacuno, y caza de perdices, liebres y conejos. pobl.: 56 vec., 200 alm. contr.: con su ayuntamiento (V.).
(Madoz, 1849, p. 687)

En julio de 2015 un incendio iniciado en la parroquia quemó más de 50 hectáreas.

## Organización territorial
La parroquia está formada por una entidad de población:
- Tixós (Texós)

## Demografía
Gráfica demográfica de la parroquia de Tejones según el INE español:
| Gráfica de evolución demográfica de Tejones entre 2000 y 2021 |
|                                                               |
| Datos según el nomenclátor publicado por el INE.              |